# 馬寧卡

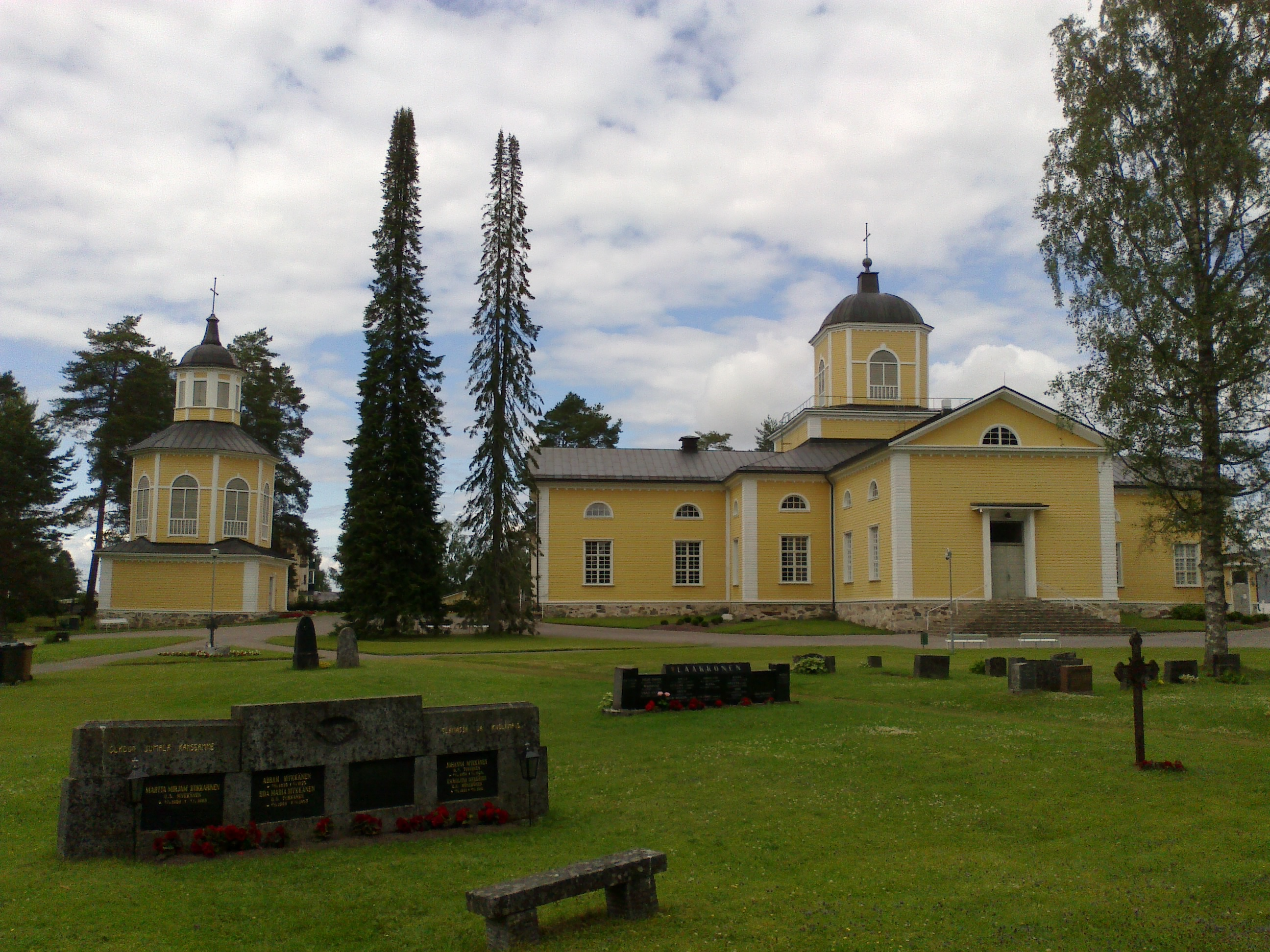
馬寧卡教堂

馬寧卡（芬蘭語：Maaninka）是芬蘭北薩沃尼亞區的一个已废置的市鎮，位於該國中部，距離庫奧皮奧45公里，始建於1872年，面積575平方公里，2013年人口3,841，人口密度為每平方公里8.23人。2015年初时并入庫奧皮奧市。

## 外部連結
- 馬寧卡协会网站 （页面存档备份，存于） （文）